# Polyacme punctilinea
Polyacme punctilinea là một loài bướm đêm trong họ Geometridae.